# Partido Laborista de Dominica
El Partido Laborista de Dominica (PLD) (en inglés: Dominica Labour Party) es un partido político socialdemócrata de Dominica.Fundado en 1955 por Phyllis Shand Allfrey y otros activistas políticos, el partido ha sido una fuerza dominante en la política de Dominica desde la independencia del país en 1978.
En las elecciones del 30 de enero de 2000, el partido ganó por primera vez en su historia la presidencia, con el 43.1% de los votos, y 10 escaños de 21 en el Parlamento. En ese entonces, el líder del PLD era Roosevelt Douglas, y decidió formar una coalición con el más conservador Partido de la Libertad de Dominica. Douglas murió sorpresivamente el 1 de octubre de 2000, y fue remplazado por Pierre Charles. En 2004, Charles también murió y fue remplazado por Osborne Riviere, que luego sería remplazado por el nuevo líder del partido, Roosevelt Skerrit.
En 2019 el DLP ganó 17 de los 21 distritos electorales en disputa para renovar a los miembros del Parlamento.

## Resultados electorales
| Año  | Votos  | %     | Escaños | +/- | Posición | Gobierno           |
| ---- | ------ | ----- | ------- | --- | -------- | ------------------ |
| 1961 | 7.848  | 47,50 | 7/11    |     | 1.º      | Mayoría absoluta   |
| 1966 | 11.735 | 65,00 | 10/11   | 3   | 1.º      | Mayoría absoluta   |
| 1970 | 9.877  | 49,90 | 8/11    | 2   | 1.º      | Mayoría absoluta   |
| 1975 | 10.523 | 49,30 | 16/21   | 8   | 1.º      | Mayoría absoluta   |
| 1980 | 5.326  | 17,41 | 0/21    | 16  | 4.º      | Extraparlamentario |
| 1985 | 13.014 | 39,10 | 5/21    | 5   | 2.º      | Oposición          |
| 1990 | 7.860  | 23,50 | 4/21    | 1   | 3.º      | Oposición          |
| 1995 | 11.064 | 29,80 | 5/21    | 1   | 3.º      | Oposición          |
| 2000 | 15.362 | 42,90 | 10/21   | 5   | 1.º      | Coalición          |
| 2005 | 19.741 | 52,07 | 12/21   | 2   | 1.º      | Mayoría absoluta   |
| 2009 | 22.187 | 61,13 | 18/21   | 6   | 1.º      | Mayoría absoluta   |
| 2014 | 23.208 | 56,99 | 15/21   | 3   | 1.º      | Mayoría absoluta   |
| 2019 | 23.403 | 58,95 | 18/21   | 3   | 1.º      | Mayoría absoluta   |